# Droga wojewódzka 259
Die Droga wo´jewódzka 259 (DW 259) gehört zu den kürzesten Woiwodschaftsstraßen in Polen. Auf einer Länge von nur 1 Kilometer verläuft sie in der Woiwodschaft Pommern im Powiat Starogardzki (Kreis Preußisch Stargard). Sie stellt in dem Ort Smętowo Graniczne (Schmentau) den Anschluss zur Droga wojewódzka 231 und über diese in die Stadt Skórcz (Skurz) bzw. zur Landesstraße 1 (Europastraße 75) her.